# Voila (gmina)
Voila – gmina w Rumunii, w okręgu Braszów. Obejmuje miejscowości Cincșor, Dridif, Ludișor, Sâmbăta de Jos, Voila i Voivodeni. W 2011 roku liczyła 2660 mieszkańców. 